# Мехмед Шукри паша
Мехмед Шукри паша (на турски: Mehmed Şükrü Paşa) е османски военачалник, ръководил отбраната на Одрин през Балканската война.
Мехмед Шукри постъпва на служба през 1879 година като лейтенант от артилерията. След период на обучение във Франция и служба в Германия се издига бързо в йерархията на османската армия, достигайки чин бригаден генерал на 36-годишна възраст (през 1893). Сам съдейства за израстването на други млади офицери, преподавайки математика и балистика във военната академия в Истанбул.
През август 1903 Мехмед Шукри паша командва войските от Одринския вилает, които потушават с голяма жестокост въстанието на българите в Странджа.
В края на септември 1912 – броени дни преди избухването на войната с Балканския съюз – Шукри паша е назначен за комендант на Одрин и разположения в града 60-хиляден корпус. Месец по-късно, в резултат от пораженията на Източната армия в сраженията при Лозенград и Бунархисар, крепостта е обкръжена от българите, подпомогнати впоследствие от сръбските си съюзници. Под командването на Шукри паша гарнизонът извършва неколкократни излази и продължава съпротивата, въпреки провала на опита за деблокиране на Одрин в края на януари 1913 и двойното намаление на хлебните дажби за обсадените войници. Капитулира на 13 март, след решителния пробив от българските войски в източния сектор на укрепленията.
Падането на Одрин е краят на военната кариера на Шукри паша. След кратък престой като военнопленник в София той се завръща в Истанбул и се оттегля от активна служба.
През 1998 в Одрин е открит мемориал, а две години по-късно – и музей в памет на Балканската война със статуя на Шукри паша.